# Мунтяну, Луис
Луи́с Мунтя́ну  (рум. Louis Munteanu; род. 16 июня 2002, Васлуй, Румыния) — румынский футболист, нападающий клуба «ЧФР Клуж» и сборной Румынии.

## Карьера
На молодёжном уровне играл за команды «Васлуй» и «Академия Георге Хаджи».

### «Вииторул»
В июле 2019 года стал игроком румынского «Вииторула» из Констанцы. В румынской Лиге 1 дебютировал в матче с бухарестским «Динамо». Отметился забитым мячом в матче с «Киндией». В сезоне 2018/19 выиграл Кубок Румынии вместе с командой.

### «Фиорентина»
В сентябре 2020 года игрока приобрела «Фиорентина». Луис был заявлен за основную и за молодёжную команду. В молодёжном Чемпионате Италии дебютировал в матче с «Асколи», отличившись голевой передачей.

## Карьера в сборной
Играл за сборные Румынии до 16, 17, 18, 19 и 21 года.